# Jonas Schmidt (Zoologe)
Wilhelm Friedrich Jonas Schmidt bekannt als Jonas Schmidt (* 7. Oktober 1885 in Wiesbaden, frühere Provinz Hessen-Nassau; † 13. März 1958 in Wiesbaden) war ein deutscher Agrarwissenschaftler, Tierzüchter und Fütterungsexperte.

## Leben und Wirken
Schmidt legte 1903 in Wiesbaden die Abiturprüfung ab, studierte danach Land- und Volkswirtschaft an der Kgl. Preußischen landwirtschaftlichen Akademie (LA) Bonn-Poppelsdorf und der Landwirtschaftlichen Hochschule Berlin sowie der Rheinischen Friedrich-Wilhelms-Universität Bonn. 1903 wurde er Mitglied des Corps Agraria Bonn. 1907 legte er in Poppelsdorf das Staatsexamen als Diplomlandwirt ab. Bereits 1908 erfolgte die Promotion an der Philosophischen Fakultät der Universität Bonn mit dem tierzüchterischen Thema: Beziehungen zwischen Körperform und Leistung bei den Milchkühen. Danach übte er bis 1912 verschiedene Tätigkeiten in der landwirtschaftlichen Praxis, als Landwirtschaftslehrer und im Preußischen Landes-Ökonomie-Kollegium aus, habilitierte sich 1913 an der LA Poppelsdorf mit einer Arbeit über die mitteldeutsche Rotviehzucht für das Fachgebiet Landwirtschaft und wurde in Poppelsdorf Privatdozent für Tierzucht. 1914 bis 1918 war er Teilnehmer am Ersten Weltkrieg.
1919 erhielt er eine außerordentliche, ab 1920 ordentliche Professur für Tierzucht und Taxationslehre an der Universität Jena. 1921 folgte er einer Berufung als ord. Professor für Tierzucht (und Vorstand des Instituts für Tierzucht und Molkereiwesen) sowie ab 1928 in Nachfolge von Franz Lehmann auch für Tierernährung (und Vorstand des Instituts für Tierernährungslehre) an der Universität Göttingen, 1936 als Ordinarius für Tierzucht und Haustiergenetik an der Landw. Fakultät der Preußischen Friedrich-Wilhelms-Universität Berlin in der Nachfolge von Carl Kronacher.
Schmidt unterzeichnete im November 1933 das Bekenntnis der Professoren an den deutschen Universitäten und Hochschulen zu Adolf Hitler.
Nach dem plötzlichen Tod des ersten Direktors des Kaiser-Wilhelm-Institutes (KWI) für Tierzuchtforschung in Dummerstorf b. Rostock, Gustav Frölich, wurde Schmidt zeitgleich zu seiner Berliner Tätigkeit 1940 geschäftsführender, ab 1942 ord. Direktor in Dummerstorf. Außerdem nahm er ab 1943 die ordentliche Professur für Tierzucht an der Universität Rostock wahr. 1944 endete die Anstellung an der Universität Berlin – dafür wurde er als ord. Professor in Rostock berufen.
Nach dem Ende des Zweiten Weltkrieges zog Schmidt im Mai 1945 nach Süddeutschland und übernahm einen landwirtschaftlichen Betrieb in Hechingen (Württemberg). 1946 wurde er Direktor des nach Mariensee (b. Neustadt am Rübenberge, Niedersachsen) „kriegsbedingt verlagerten“ KWI für Tierzuchtforschung und ab 1948 durch die Max-Planck-Gesellschaft übernommenen Instituts für Tierzucht und Tierernährung an den Standorten Mariensee und Trenthorst (b. Bad Oldesloe, Schleswig-Holstein). Noch 1946 folgte Schmidt einem Ruf an die LH Hohenheim bei Stuttgart und leitete als ord. Professor das Institut für Tierzuchtlehre bis zur Emeritierung 1953.
Schmidts Verdienste bestehen vor allem in der Ein- und Durchführung der ersten stationären Mastleistungsprüfungen von Schweinen (1925 in Friedland b. Göttingen), der Zwillingsforschung in der Tierzucht, in Kreuzungsversuchen von Jersey und Schwarzbuntrindern (schon in Dummerstorf) und der Klärung von Typenfragen. Er hat beim Aufbau zweier Forschungsinstitute für Tierzucht und Tierernährung große organisatorische Fähigkeiten bewiesen. Durch die Herausgabe mehrerer Lehr- und Handbücher und die langjährige Schriftleitung der Zeitschriften „Züchtungskunde“ und „Tierzüchtung und Züchtungsbiologie“ bereicherte er wesentlich die deutsche Tierzuchtliteratur. Schmidt war somit in den 1930er und 1940er Jahren der einflussreichste Tierzuchtwissenschaftler Deutschlands.

## Hauptwerk
- Beziehungen zwischen Körperform und Leistung bei den Milchkühen. Diss. an der Philosoph. Fakultät der Univ. Bonn, 1908;
- Die mitteldeutsche Rotviehzucht. Hab.-Schrift an der LH Poppelsdorf. Arbeiten der Deutschen Gesellschaft für Züchtungskunde (DGfZ), Heft 19;
- Leistungsprüfungen an deutschen veredelten Landschweinen und deutschen weißen Edelschweinen; mit Hermann Vogel und Carl Zimmermann; Hannover: Schaper, 1929, Arbeiten der DGfZ, Heft 47;
- Über die Zusammensetzung des Schweinekörpers bei Mastschweinen verschiedener Gewichtsklassen. Hannover: Schaper, 1933;
- Züchtung, Ernährung und Haltung der landwirtschaftlichen Haustiere, hrsg. von Jonas Schmidt, Mitautoren Frhr. Carl v. Patow und Joachim Kliesch, 1. Aufl. 1939; 2. neubearb. Aufl. 1942; 3. neubearb. Aufl.1943, Besonderer Teil 1945; 4. Aufl. 1945; 5. neubearb. Auflage 1950; 6. neubearb. Aufl. 1953; 7. neubearb. Auf. 1957;
- Lehrbuch der Schweinezucht: Züchtung, Ernährung, Haltung und Krankheiten des Schweines, mit Joachim Kliesch und Victor Goerttler, 1. Aufl. 1941; 2. neubearb. Aufl. 1945; 3. neubearb. Aufl. 1956;
- Handbuch der Landwirtschaft – Berlin: Parey, Band 3: Allgemeine Tierzuchtlehre, 2. Aufl. 1952; Band 4 Besondere Tierzuchtlehre; 2. Aufl. 1953;

## Auszeichnungen
- 1920–21 Direktor des Landwirtschaftlichen Instituts der Universität Jena (also Leiter des Professorenkollegiums);
- 1936–45 Obmann der (deutschen) Reichsarbeitsgemeinschaft Tierzucht;
- 1942–45 Dekan der Landw. Fakultät der Universität Rostock;
- 1949–51 Rektor der Landwirtschaftlichen Hochschule Hohenheim;
- 1952 Vorstandsmitglied der Europäischen Vereinigung für Tierzucht (EVT);
- 1950 Hermann-von-Nathusius-Medaille in Gold der Deutschen Gesellschaft für Züchtungskunde (DGfZ);
- 1956 Dr. agr. h. c. durch die Landw. Fakultät der Universität Kiel;